# Episodi di Anything but Love (terza stagione)
La terza stagione della serie televisiva Anything but Love è stata trasmessa in anteprima negli Stati Uniti d'America dalla ABC tra il 6 febbraio 1991 e il 15 maggio 1991.
| nº | Titolo originale                 | Titolo italiano | Prima TV USA     | Prima TV Italia |
| -- | -------------------------------- | --------------- | ---------------- | --------------- |
| 1  | Say It Again, Han                |                 | 6 febbraio 1991  |                 |
| 2  | Martus Interruptus               |                 | 13 febbraio 1991 |                 |
| 3  | Hello... Mali                    |                 | 27 febbraio 1991 |                 |
| 4  | Long Day's Journey Into... What? |                 | 13 marzo 1991    |                 |
| 5  | The Day After                    |                 | 20 marzo 1991    |                 |
| 6  | The Torrid Zone                  |                 | 27 marzo 1991    |                 |
| 7  | My New Best Friend               |                 | 1º aprile 1991   |                 |
| 8  | Adventures in Baby-sitting       |                 | 10 aprile 1991   |                 |
| 9  | Isn't It Romantic                |                 | 17 aprile 1991   |                 |
| 10 | Scream a Little Scream           |                 | 8 maggio 1991    |                 |
| 11 | Pot of Gold                      |                 | 15 maggio 1991   |                 |